# Південний Парк (роз'їзд)
Півдéнний Парк — залізничний роз'їзд Полтавської дирекції Південної залізниці на електрифікованій лінії Потоки — Редути між станціями Потоки (1,5 км) та Редути (12,5 км). Розташований  у селі Дмитрівка Кременчуцького району Полтавської області.

## Історія
Роз'їзд Південний Парк відкритий у 1954 році.

## Пасажирське сполучення
Пасажирське сполучення через роз'їзд відсутнє.  Найближча зупинка приміських поїздів — станція Потоки.